# انر
انر، امیر و فرمانده لشکر ترکان خاتون بعد از مرگ ملکشاه بود که به دستور وی در سال ۴۸۶ هجری عازم نبرد با توران‌شاه شد ولی در جنگ بین دو سپاه با وجود زخمی شدن توران‌شاه، سپاه کرمان پیروز شد و انر نیز مجبور به عقب‌نشینی شد.